# Neocytherideis muelleri
Neocytherideis muelleri is een mosselkreeftjessoort uit de familie van de Neocytherideididae. De wetenschappelijke naam van de soort is voor het eerst geldig gepubliceerd in 1955 door Kruit.